# كليفورد ويليام روبنسون
كليفورد ويليام روبنسون (بالإنجليزية: Clifford William Robinson)‏ هو محامي وسياسي كندي، ولد في 1 سبتمبر 1866 في مونكتون في كندا، وتوفي في 27 يوليو 1944 في مونتريال في كندا. حزبياً، نشط في الجمعية الليبرالية لنيو برونزويك ‏.

## مناصب
- انتخب Speaker of the Legislative Assembly of New Brunswick [الإنجليزية]‏ (28 فبراير 1901 – 13 أبريل 1907).
- انتخب عضو الجمعية التشريعية لنيو برونزويك ‏ (24 فبراير 1917 – 5 مايو 1924).
- انتخب عضو الجمعية التشريعية لنيو برونزويك ‏ (29 مايو 1897 – 20 يونيو 1912).
- انتخب عضو مجلس الشيوخ الكندي (5 مايو 1924 – 27 يوليو 1944).
- انتخب Premier of New Brunswick [الإنجليزية]‏ (31 مايو 1907 – 24 مارس 1908).